# Astryld czarnogłowy
Astryld czarnogłowy (Estrilda atricapilla) – gatunek małego ptaka z rodziny astryldowatych (Estrildidae), zamieszkujący plamowo Afrykę Subsaharyjską. Nie jest zagrożony.

## Podgatunki i zasięg występowania

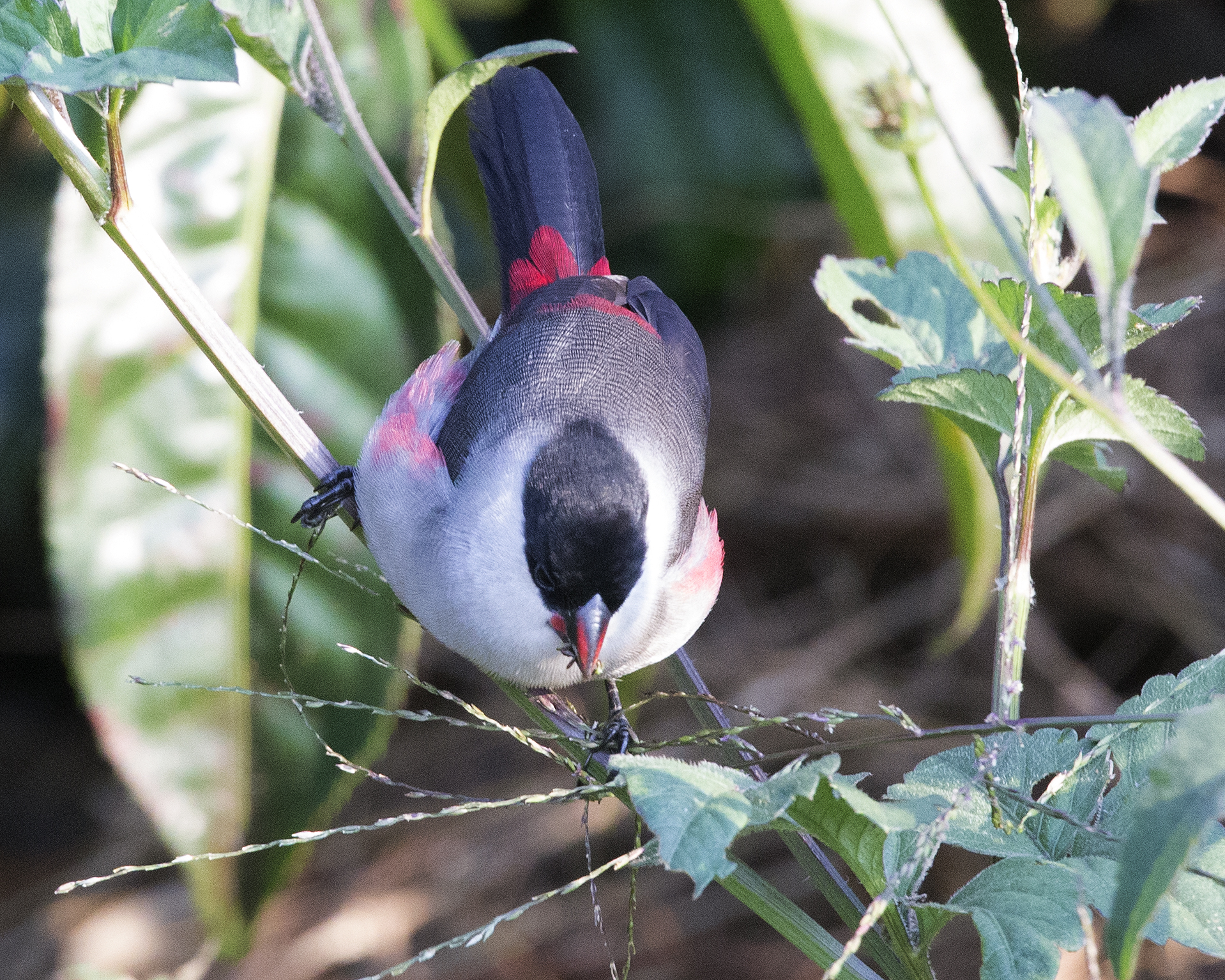
Astryld górski często uznawany jest za osobny gatunek

Obecnie zwykle wyróżnia się 3 podgatunki E. atricapilla:
- E. a. atricapilla J. Verreaux & E. Verreaux, 1851 – Kamerun do północno-wschodniej Demokratycznej Republiki Konga
- E. a. marungensis Prigogine, 1975 – południowo-wschodnia Demokratyczna Republika Konga
- E. a. avakubi Traylor, 1964 – środkowa i południowo-zachodnia Demokratyczna Republika Konga do północnej Angoli

Niektórzy systematycy (np. autorzy Kompletnej listy ptaków świata) łączą E. atricapilla w jeden gatunek z astryldem górskim (E. kandti); w takim ujęciu systematycznym E. atricapilla obejmuje dodatkowo 2 podgatunki:
- E. a. kandti Reichenow, 1902 – wschodnio-środkowa Demokratyczna Republika Konga, Uganda, Rwanda i Burundi
- E. a. keniensis Mearns, 1915 – środkowa Kenia

## Morfologia
Długość ciała wynosi 10 cm. Samiec ma czarny pasek na czole i ciemieniu, aż do karku. Dziób gruby, szary. Gardło i pierś białe. Wierzch ciała szary, kreskowany. Skrzydła szare, kreskowane, lotki I rzędu ciemnoszare. Brzuch i cały spód ciała jest krwistoczerwony. Ogon dość krótki, wachlarzowaty, o kolorze szarym. Nogi jasnoszare. Samica ma brązowy grzbiet, nie szary i kreskowany. Czerwony kolor na spodzie ciała jest bledszy.

## Biotop
Gniazduje na skrajach lasów lub trawiastych polanach do 3500 m n.p.m.

## Lęgi
Samica składa od 2 do 5 białych jaj. Czas inkubacji trwa 12 dni. Jaja wysiadują oboje. Porost piór u piskląt trwa 20 dni.

## Status
Międzynarodowa Unia Ochrony Przyrody (IUCN) od 2016 roku klasyfikuje astryldy czarnogłowego i górskiego jako osobne gatunki. Oba zalicza do kategorii najmniejszej troski (LC – Least Concern). Liczebność populacji nie została oszacowana, ale ptaki te opisywane są jako pospolite lub lokalnie pospolite, a na niektórych obszarach bardzo liczne. Ze względu na brak dowodów na spadki liczebności bądź istotne zagrożenia, BirdLife International ocenia trend liczebności populacji obu tych taksonów jako stabilny.

## Informacje dla hodowców
Astryld czarnogłowy jest rzadko spotykany w hodowlach. Najpowszechniej w Południowej Afryce. Jest to ptak bardzo żywy. Można go trzymać w dużych klatkach lub wolierach dobrze obsadzonych roślinnością. Są przyjazne wobec innych astryldów i wróblowych ptaków afrykańskich. W sezonie lęgowym jest jednak agresywny. Żywi się go zwykle mieszanką dla zięb, nasionami traw i ziół. Je też proso senegalskie. W okresie godowym także owady i razowy chleb maczany w miodzie. Dobrze mu zrobi sepia i żwirek mineralny. Należy też codziennie zmieniać wodę.